# Telegraph Passage
De Telegraph Passage is een zeestraat in het westen van Brits-Columbia in Canada.

## Geografie
De zeestraat heeft een lengte van ongeveer 25 kilometer. Ze ligt tussen het Tsimpsean Peninsula van het Canadese vasteland in het noorden en Pitt Island in het zuiden. In het noorden mondt de Skeena uit vanuit het noordoosten en komt de Eleanor Passage vanuit het noordwesten. Hier ligt de zeestraat tussen De Horsey Island in het westen en het vasteland van Canada in het oosten. Ten zuiden van De Horsey Island mondt de Marcus Passage op de zeestraat uit en ten zuiden hiervan vormt Kennedy Island de westelijke begrenzing. Ten zuiden van Kennedy Island liggen enkele kleine eilanden die de zeestraat scheiden van de Arthur Passage. In het zuiden mondt de zeestraat uit op het Grenville Channel.
Het waterlichaam ligt in de mariene ecoregio Noord-Amerikaans Pacifisch Fjordland.

## Geschiedenis
De naam komt van de route die door de raderboot Mumford werd afgelegd in 1866 voor het vervoer van kabels en andere materialen voor de Collins Overland Telegraph, een telegraaflijn van San Francisco in Californië naar Moskou in Rusland.